# Вількер Анхель
Вількер Анхель (ісп. Wilker Ángel; нар. 18 березня 1993, Валера) — венесуельський футболіст, півзахисник клубу «Депортіво Тачира».
Виступав, зокрема, за клуб «Трухільянос», а також національну збірну Венесуели.

## Клубна кар'єра
У професійному футболі дебютував 2009 року виступами за команду клубу «Трухільянос», в якій провів два сезони, взявши участь у 13 матчах чемпіонату.
До складу клубу «Депортіво Тачира» приєднався 2011 року. Відтоді встиг відіграти за команду із Сан-Кристобаля 148 матчів в національному чемпіонаті.

## Виступи за збірні
2011 року дебютував у складі юнацької збірної Венесуели, взяв участь у 4 іграх на юнацькому рівні.
2014 року дебютував в офіційних матчах у складі національної збірної Венесуели. Наразі провів у формі головної команди країни 9 матчів, забивши 1 гол.
У складі збірної був учасником Кубка Америки 2015 року у Чилі, Кубка Америки 2016 року у США.

## Статистика виступів

### Статистика клубних виступів
| Сезон              | Команда           | Чемпіонат         | Чемпіонат | Чемпіонат | Національний кубок | Національний кубок | Континентальні кубки | Континентальні кубки | Інші змагання | Інші змагання | Усього | Усього |
| Сезон              | Команда           | Турнір            | Ігор      | Голів     | Ігор               | Голів              | Ігор                 | Голів                | Ігор          | Голів         | Ігор   | Голів  |
| ------------------ | ----------------- | ----------------- | --------- | --------- | ------------------ | ------------------ | -------------------- | -------------------- | ------------- | ------------- | ------ | ------ |
| «Депортіво Тачира» | 2010-11           | Прімера Дивізіон  | 8         | 2         | 1                  | 0                  | 1                    | 0                    | –             | –             | 10     | 2      |
| «Депортіво Тачира» | 2011-12           | Прімера Дивізіон  | 22        | 2         | 6                  | 0                  | 6                    | 0                    | –             | –             | 34     | 2      |
| «Депортіво Тачира» | 2012-13           | Прімера Дивізіон  | 23        | 2         |                    |                    | 1                    | 0                    | –             | –             | 24     | 2      |
| «Депортіво Тачира» | 2013-14           | Прімера Дивізіон  | 32        | 6         |                    |                    | –                    | –                    | –             | –             | 32     | 6      |
| «Депортіво Тачира» | 2014-15           | Прімера Дивізіон  | 35        | 4         |                    |                    | –                    | –                    | –             | –             | 35     | 4      |
| «Депортіво Тачира» | 2015              | Прімера Дивізіон  | 14        | 0         | 2                  | 1                  | 7                    | 0                    | –             | –             | 23     | 1      |
| «Депортіво Тачира» | 2016              | Прімера Дивізіон  | 14        | 2         | 0                  | 0                  | 8                    | 1                    | –             | –             | 22     | 3      |
| «Депортіво Тачира» | Разом             | Разом             | 148       | 18        | 9                  | 1                  | 23                   | 1                    | 0             | 0             | 180    | 20     |
| Усього за кар'єру  | Усього за кар'єру | Усього за кар'єру | 148       | 18        | 9                  | 1                  | 23                   | 1                    | 0             | 0             | 180    | 20     |